# Eremobia asiatica
Eremobia asiatica är en fjärilsart som beskrevs av Max Wilhelm Karl Draudt 1936. Eremobia asiatica ingår i släktet Eremobia och familjen nattflyn. Inga underarter finns listade i Catalogue of Life.